# سباق أمستل الذهبي للسيدات 2019
سباق أمستل الذهبي للسيدات 2019 (بالفرنسية: Amstel Gold Race féminine 2019)‏ هو سباق دراجات هوائية، وهو الموسم رقم 6 من السباق، وأقيم في 21 أبريل 2019، وامتدّ لمسافة 126.8 كيلومتر، وهو أحد سباقات طواف العالم للدراجات للنساء 2019، وهو من نوع سباق الدراجات.
فاز فيه بالمركز الأول كاتارزينا نيفيادوما، وبالمركز الثاني أنيميك فان فليوتن، وبالمركز الثالث ماريان فوس.

## الفرق
| فرق سيدات محترفة (18)- يو أي أيه تيم ‏ - Équipe Paule Ka ‏ - إس دي وركس ‏ - كانيون إس آر إيه إم راسينغ 2019 ‏ - ليف ريسينغ ‏ - دولتشيني فان إيك سبورت 2019 ‏ - FDJ–Suez ‏ - Health Mate–Cyclelive Team ‏ - لوتو سودال للسيدات 2019 ‏ - Liv AlUla Jayco ‏ - موفيستار للسيدات ‏ - باركهوتل فالكنبورغ 2019 ‏ - فريق سنويب للسيدات 2019 ‏ - EF Education–Tibco–SVB ‏ - Team Virtu Cycling Women ‏ - Lidl–Trek (women's team) ‏ - فالكار سيلانس 2019 ‏ - Ceratizit Pro Cycling ‏ |  |
| |  |

## الفائزون
| الترتيب | الفائز              |
| ------- | ------------------- |
| الفائز  | كاتارزينا نيفيادوما |
| الثاني  | أنيميك فان فليوتن   |
| الثالث  | ماريان فوس          |

## وصلات خارجية
- لمحة عن سباق سباق أمستل الذهبي للسيدات 2019 على موقع  ProCyclingStats   (برو  سايكلنج  ستاتس) - إحصاءات  محترفي  الدراجات.
- سباق أمستل الذهبي للسيدات 2019 على موقع إحصائيات الدراجات الإحترافية (الإنجليزية)